# 1962년 칸 영화제
제15회 칸 영화제는 1962년 5월 7일부터 1962년 5월 23일까지 열린 영화제이다. 프랑스 칸에서 개최되었다.

## 수상

### 황금종려상
- 산타 바바라의 맹세 - 안셀무 두아르테 수상
- Pleneno yato - 두초 문드로브

### 심사위원대상
- 태양은 외로워 - 미켈란젤로 안토니오니 수상
- 잔 다르크의 재판 - 로베르트 브레송 수상

### 여우주연상
- 밤으로의 긴 여로 - 케서린 헵번 수상
- 꿀맛 - 리타 터싱햄 수상

### 남우주연상
- 밤으로의 긴 여로 - 랠프 리처드슨 수상
- 밤으로의 긴 여로 - 제이슨 로바즈 주니어 수상
- 밤으로의 긴 여로 - 딘 스톡웰 수상
- 꿀맛 - 머레이 멜빈 수상

### 심사위원특별상
- 태양은 외로워 - 미켈란젤로 안토니오니 수상

### OCIC상
- 잔 다르크의 재판 - 로베르트 브레송 수상